# フィオーレ喜連川
フィオーレ喜連川（フィオーレきつれがわ）は、栃木県さくら市に所在する東日本旅客鉄道と弘済建物（鉄道弘済会子会社、2005年特別清算）が開発した新興住宅地ならび町名。現行行政地名はフィオーレ喜連川一丁目から五丁目。 郵便番号は329-1417。

## 概要
喜連川支所（旧喜連川町役場）から4kmほど北東に離れた栃木県道167号蛭田喜連川線と栃木県道114号佐久山喜連川線に挟まれた丘陵地を、東日本旅客鉄道（JR東日本）とコリーナ矢板の実績がある弘済建物が「温泉付定住型住宅分譲地（団地）」としてライフラインを含めて造成・開発し、1992年より1150区画の宅地分譲を順次開始。JR東日本にとって住宅事業第一号となった。
喜連川温泉を敷地内の源泉から全戸に配湯される点をアピールした交通広告をJR東日本の駅や車内で長期間掲出するも、最寄の氏家駅から10km以上離れて生活上マイカーが必需であること、バブル崩壊後の地価下落による都心回帰やマンションの大量供給などから分譲が低迷し、2017年現在も細々と新規売出しが継続されている。
1998年4月に栃木県道114号佐久山喜連川線北側の桜ヶ丘に「びゅうフォレスト喜連川」を造成してからは、JR東日本は同物件へ広告・販売活動をシフトしている。
2013年より管理組合の誘致によって、団地内の公道を自転車レースのコースとする一般社団法人ウィズスポ主催の「温泉ライダー in SAKURA」が例年秋に開催されるようになり、同イベントの告知と分譲地販売を兼ね合わせた交通広告が復活した。

## 歴史

### 沿革
- 1992年 - 東日本旅客鉄道と弘済建物によって宅地化
- 1997年 - 雇用促進事業団によってサンコーポラス喜連川（雇用促進住宅喜連川宿舎）2棟が竣工
- 2002年2月23日 - 温泉配湯施設のタンクから基準の800倍を上回るレジオネラ菌が検出されたことを東日本旅客鉄道が公表。
- 2008年2月12日 - 住居表示実施により大字喜連川の一部地域からフィオーレ喜連川一丁目～五丁目が成立。 [4]
- 2013年 - サンコーポラス喜連川が高齢・障害・求職者雇用支援機構から地場不動産業者に売却され、賃貸マンション「フィオーレガーデン」となる。

## 世帯数と人口
2016年（平成28年）10月1日現在の世帯数と人口は以下の通りである。
| 丁目                  | 世帯数  | 人口  |
| --------------------- | ------- | ----- |
| フィオーレ喜連川1丁目 | 40世帯  | 83人  |
| フィオーレ喜連川2丁目 | 66世帯  | 130人 |
| フィオーレ喜連川3丁目 | 134世帯 | 297人 |
| フィオーレ喜連川4丁目 | 104世帯 | 219人 |
| フィオーレ喜連川5丁目 | 85世帯  | 187人 |
| 計                    | 429世帯 | 916人 |

## 交通

### 道路
氏家駅・片岡駅から10kmほど離れており、関東自動車が氏家駅-フィオーレ線を運行している。
- 栃木県道167号
- 栃木県道114号佐久山喜連川線

## 施設
- 菖蒲沢公園